# (34785) 2001 RG87
2001 RG87 (asteroide 34785) é um asteroide troiano de Júpiter. Possui uma excentricidade de 0.03937300 e uma inclinação de 20.29901º.
Este asteroide foi descoberto no dia 11 de setembro de 2001 por LONEOS em Anderson Mesa.